# La Chenalotte
La Chenalotte är en kommun i departementet Doubs i regionen Bourgogne-Franche-Comté i östra Frankrike. Kommunen ligger i kantonen Le Russey som tillhör arrondissementet Pontarlier. År 2022 hade La Chenalotte 532 invånare.

## Befolkningsutveckling
Antalet invånare i kommunen La Chenalotte
Referens:INSEE